# Artabotrys rhynchocarpus
Artabotrys rhynchocarpus este o specie de plante angiosperme din genul Artabotrys, familia Annonaceae, descrisă de Cheng Yih Wu. Conform Catalogue of Life specia Artabotrys rhynchocarpus nu are subspecii cunoscute.